# Esmail Chaichi
Esmail Chaichi, né le 27 octobre 1994, est un coureur cycliste iranien. Il participe à des compétitions sur route et sur piste.

## Palmarès sur route

### Par année
- 2015
  -  Champion d'Iran du contre-la-montre espoirs
  -  Médaillé d'argent du championnat d'Asie sur route espoirs
- 2016
  -  Champion d'Iran du contre-la-montre espoirs
- 2018
  -  Médaillé d'argent du championnat d'Asie du contre-la-montre par équipes
- 2022
  -  Médaillé de bronze du championnat d'Asie du contre-la-montre par équipes

### Classements mondiaux
| Année         | 2015 | 2016 | 2017 |
| ------------- | ---- | ---- | ---- |
| UCI Asia Tour | 45e  | 303e | 267e |

## Palmarès sur piste

### Championnats nationaux
- 2015
  -  Champion d'Iran de poursuite
  - 2e du championnat d'Iran de l'omnium
- 2016
  -  Champion d'Iran de poursuite
  -  Champion d'Iran de l'omnium
- 2017
  - 3e du championnat d'Iran de poursuite